# أميرة هس
أميرة هس هي كاتبة وشاعرة إسرائيلية عراقية الأصل، ولدت في بغداد. هي ابنة لعائلة «أدوني» من جهة الأم، وتعتبر العائلة سلالة أعيان وشعراء، ومن بينهم أسنات التنايت (1590-1670). في عام 1951 هاجرت إلى إسرائيل مع والديها وشقيقها، وفي البداية عاشت أسرتها في مخيم بئر يعقوب. أكملت دراستها في المدرسة الثانوية كعاملة مختبر وتعلمت مساقات في اللغة العربية في الجامعة. قامت بأداء عدد من المسرحيات في مسرح كراون ومسرح خان.
في عام 1984 اصدرت كتابها الأول، «القمر يقطر بالجنون»، الذي فاز بها بجائزة لوريا ونشرت قصائدها في العديد من المجلات الأدبية والصحف وترجم بعضها إلى لغات أجنبية، بما في ذلك الإنجليزية والألمانية واليونانية والإسبانية والروسية. قدمت هيس لوحاتها في معرضين للفنون، واحد في معرض أماليا أربيل والآخر في معرض أنثيا في القدس. تعيش (2014) في القدس ولديها ابنتان. تزوجت من الكاتب عزرا هيس في يوليو 1972. عاش الاثنان سويًا حتى توفي هيس في عام 2010. تعتبر هيس واحدة من أكثر الشعراء تمثيلا للحركة النسوية الشرقية.